# Rob Goldstone

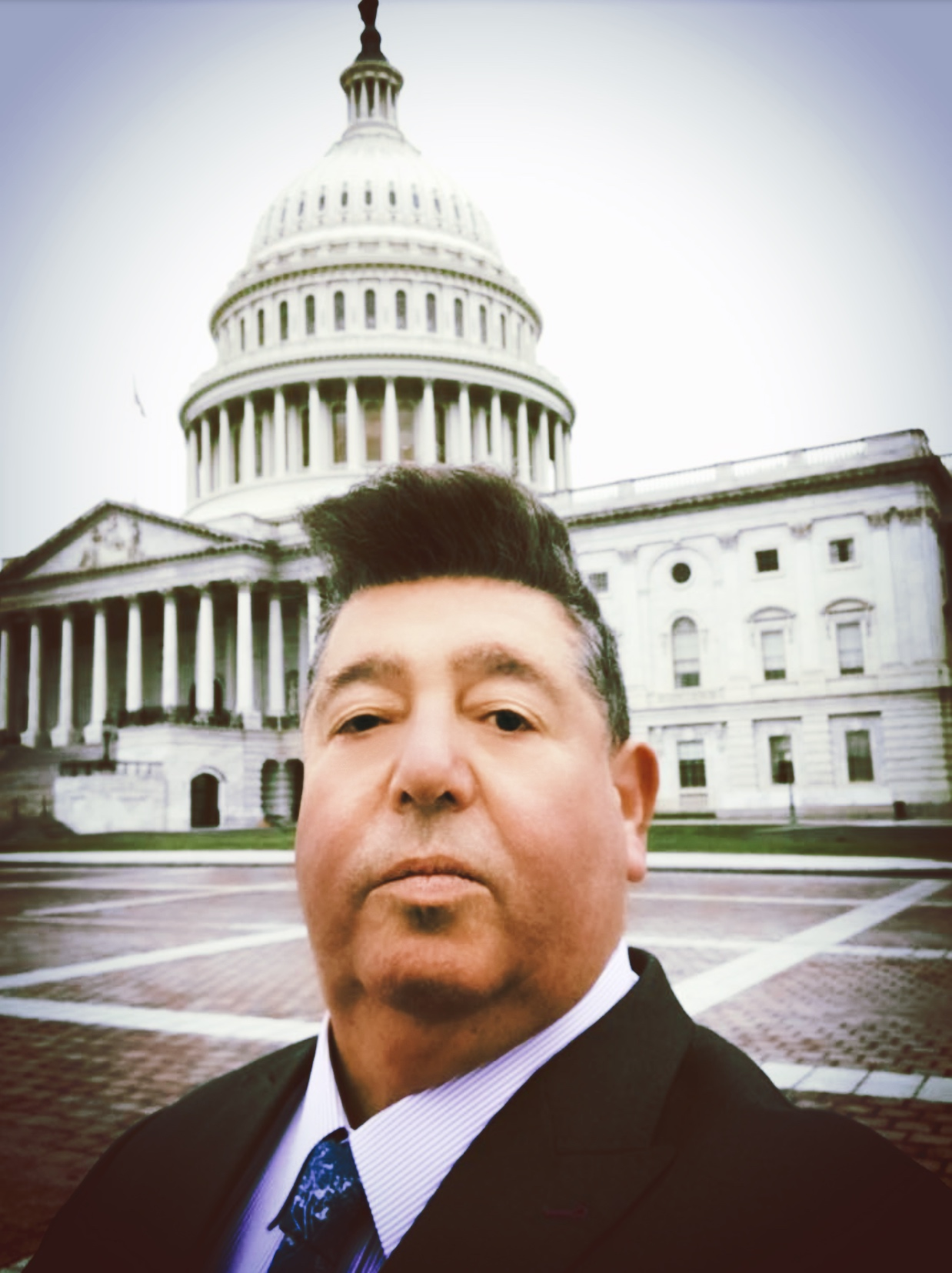
Rob Goldstone

Rob Goldstone (Whitefield (Greater Manchester), 3 december 1960) is een Britse (muziek)publicist en voormalige tabloidjournalist.
Hij kwam internationaal in beeld door zijn activiteiten tijdens de Amerikaanse presidentsverkiezing in 2016.

## Opleiding en (muziek)journalistiek
Op zijn zevende werd hij ingeschreven op de Delamare Forest School in Cheshire. Later liep hij de Hey's Boys County School in Prestwich.
Hij werkte als journalist bij de Radcliff Times en later voor de Birmingham Evening Mail, en daarna in Londen. Door te werken als een radiojournalist ontwikkelde hij zich tot muziekpublicist in New York, waar hij - naar eigen zeggen - de public relations verzorgde voor Michael Jacksons Australische tournee in  1986.

## Oui 2 Entertainment Ltd.
Goldstone werkt tegenwoordig via zijn publiciteitsmaatschappij Oui 2 Entertainment Ltd., dat zich zelf presenteert als een gespecialiseerd muziek-p.r.-bedrijf. Tot zijn klanten behoorde ook de Miss Universe-competitie, waarvan voorheen Donald Trump eigenaar was. 
Oui 2 regelt ook de carrière van de Azerbeidzjaanse singer-songwriter Emin Ağalarov, de zoon van de Russische oligarch Araz Ağalarov, die in 2013 gastheer van Miss Universe in Moskou was. Door dat evenement maakte Goldstone kennis met Trump en diens familieleden.

## Veselnitskaya ontmoeting
Op 7 juni 2016 e-mailde hij in opdracht van zijn klant Emin Agalarov met Trumps zoon Donald Trump jr. om een 
afspraak voor een ontmoeting te plannen tussen hem en de Russische advocaat Natalia Veselnitskaya (in de e-mail aangeduid als een "Russische officier van justitie"). Volgens Goldstones e-mail wilde Agalarov "Trump voorzien van een aantal officiële documenten en inlichtingen", die de Trumpcampagne zouden helpen en de campagne van zijn rivale, Hillary Clinton zouden schaden. 
De bijeenkomst, gehouden op 9 juni 2016 in de Trump Tower werd ook bijgewoond door Trumps schoonzoon Jared Kushner en zijn campagneleider Paul Manafort. Goldstone was ook aanwezig bij de bijeenkomst.
Toen de ontmoeting in juli 2017 naar buiten kwam, was het onmiddellijk breaking news, waarvan door sommige bronnen werd beweerd dat dit het bewijs zou leveren voor samenzwering van de Trump-campagne en de Russische regering. Speciaal aanklager Robert Mueller deed hiernaar onderzoek.